# Ле-Тюиль
Ле-Тюи́ль (фр. Les Thuiles, окс. Las Teulas) — коммуна во Франции, находится в регионе Прованс — Альпы — Лазурный Берег. Департамент коммуны — Альпы Верхнего Прованса. Входит в состав кантона Барселоннет. Округ коммуны — Барселоннет.
Код INSEE коммуны — 04220.

## Население
Население коммуны на 2008 год составляло 380 человек.
| 1962 | 1968 | 1975 | 1982 | 1990 | 1999 | 2008 |
| ---- | ---- | ---- | ---- | ---- | ---- | ---- |
| 184  | 165  | 184  | 230  | 274  | 344  | 380  |

## Экономика
В 2007 году среди 247 человек в трудоспособном возрасте (15—64 лет) 187 были экономически активными, 60 — неактивными (показатель активности — 75,7 %, в 1999 году было 77,0 %). Из 187 активных работали 174 человека (95 мужчин и 79 женщин), безработных было 13 (5 мужчин и 8 женщин). Среди 60 неактивных 23 человека были учениками или студентами, 15 — пенсионерами, 22 были неактивными по другим причинам.

## Достопримечательности
- Приходская церковь Сен-Мартен-де-Тур (XI век)
- Солнечные часы (1861 и 1881 годов)
- Часовня Мираваль
- Часовня Кло-Мейран